# Sociosexualita
Sociosexualita, někdy též sociosexuální orientace, vyjadřuje individuální odlišnosti v míře ochoty, vůle či touhy po účasti na nezávazném sexuálním styku uskutečňovaném mimo partnerský vztah. Lidé s nízkou sociosexualitou tíhnou k navazování dlouhodobých vztahů, mají vysokou potřebu oddanosti a emoční blízkosti. Oproti tomu lidé s vyšší sociosexualitou nepotřebují emoce k uskutečnění sexuálního styku, tíhnou ke krátkodobým vztahům a jsou náchylní k nevěrám či paralelním vztahům.